# Ablemma
Genre
Ablemma est un genre d'araignées aranéomorphes de la famille des Tetrablemmidae.

## Distribution
Les espèces de ce genre se rencontrent en Asie du Sud-Est, en Océanie et dans l'archipel Nansei.

## Liste des espèces
Selon World Spider Catalog (version 20.0, 30/01/2019) :
- Ablemma aiyura Shear, 1978
- Ablemma andriana Fardiansah & Dupérré, 2019
- Ablemma baso Roewer, 1963
- Ablemma berryi Shear, 1978
- Ablemma circumspectans Deeleman-Reinhold, 1980
- Ablemma contrita Fardiansah & Dupérré, 2019
- Ablemma datahu Lehtinen, 1981
- Ablemma erna Lehtinen, 1981
- Ablemma girinumu Lehtinen, 1981
- Ablemma gombakense Wunderlich, 1995
- Ablemma kaindi Lehtinen, 1981
- Ablemma kelinci Fardiansah & Dupérré, 2019
- Ablemma lempake Lehtinen, 1981
- Ablemma makiling Lehtinen, 1981
- Ablemma malacca Lin & Li, 2017
- Ablemma merotai Lehtinen, 1981
- Ablemma prominens Tong & Li, 2008
- Ablemma pugnax (Brignoli, 1973)
- Ablemma rarosae Lehtinen, 1981
- Ablemma ruohomaekii Lehtinen, 1981
- Ablemma samarinda Lehtinen, 1981
- Ablemma sedgwicki Shear, 1978
- Ablemma shimojanai (Komatsu, 1968)
- Ablemma singalang Lehtinen, 1981
- Ablemma sternofoveatum Lehtinen, 1981
- Ablemma syahdani Lehtinen, 1981
- Ablemma unicornis Burger, 2008

## Publication originale
- Roewer, 1963 : Über einige neue Arachniden (Opiliones und Araneae) der orientalischen und australischen Region. Senckenbergiana Biologie, vol. 44, no 3, p. 223-230.